# Tsubasa Adachi
Tsubasa Adachi (足立 翼 Adachi Tsubasa?, nacido el 6 de septiembre de 2000 en Hyogo) es un futbolista japonés que se desempeña como centrocampista.

## Trayectoria

### Clubes
| Club               | País  | Año    |
| ------------------ | ----- | ------ |
| Gamba Osaka        | Japón | 2017 - |
| Gamba Osaka sub-23 | Japón | 2017 - |

## Estadística de carrera

### J. League
| Club               | Año   | J. League | J. League | Copa J. League | Copa J. League | Total | Total |
| Club               | Año   | Part.     | Goles     | Part.          | Goles          | Part. | Goles |
| ------------------ | ----- | --------- | --------- | -------------- | -------------- | ----- | ----- |
| Gamba Osaka        | 2017  | 0         | 0         | 0              | 0              | 0     | 0     |
| Gamba Osaka sub-23 | 2017  | 17        | 0         | -              | -              | 17    | 0     |
| Total              | Total | 17        | 0         | 0              | 0              | 17    | 0     |